# جيمي وايت (لاعب كرة قدم تايلاندي)
جيمي وايت (بالتايلندية: เจมี เวท)‏ هو لاعب كرة قدم تايلاندي في مركز حراسة المرمى، ولد في 20 فبراير 1986 في بليموث في المملكة المتحدة. شارك مع منتخب تايلاند لكرة القدم. أما مع النوادي، فقد لعب مع برادفورد سيتي وستيفيناغ بوروه وكامبريدج يونايتد وميلتون كينز دونز ونادي بارو ونادي تشيلمسفورد ونادي دونكاستر روفرز ونادي روذرهام يونايتد ونادي كيترينغ تاون ونادي وكينغ.

## وصلات خارجية
- جيمي وايت (لاعب كرة قدم تايلاندي) على موقع قاعدة بيانات كرة القدم.إي يو (الإنجليزية)
- جيمي وايت (لاعب كرة قدم تايلاندي) على موقع Soccerbase.com (لاعب) (الإنجليزية)